# جون إدواردز (عسكري)
جون إدواردز (بالإنجليزية: John Edwards) هو عسكري أمريكي، ولد في 1831 في بروفيدنس في الولايات المتحدة، وتوفي في 27 ديسمبر 1902.